# خرچنگ عنکبوتی بزرگ
خرچنگ عنکبوتی بزرگ (نام علمی: Hyas araneus) نام یک گونه از بالاخانواده عنکبوتی‌خرچنگ‌واران است.